# Ramal ferroviario Olavarría-General La Madrid-Bahía Blanca
El Ramal Olavarría - General La Madrid - Bahía Blanca pertenece al Ferrocarril General Roca, Argentina.

## Ubicación
Partiendo desde Olavarría, el ramal atraviesa 348 km por la provincia de Buenos Aires, a través de los partidos de Olavarría, Coronel Suárez, General La Madrid, Saavedra, Tornquist y Bahía Blanca.

## Servicios
La red de carga es operada por la empresa Ferroexpreso Pampeano.
Desde marzo de 2023 no presta servicios de pasajeros.

## Imágenes

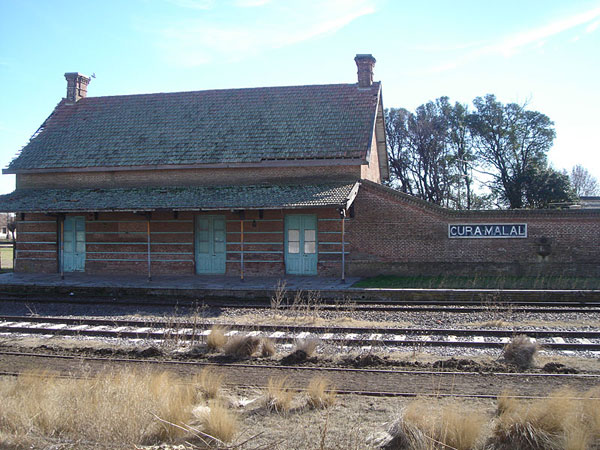
Cura Malal
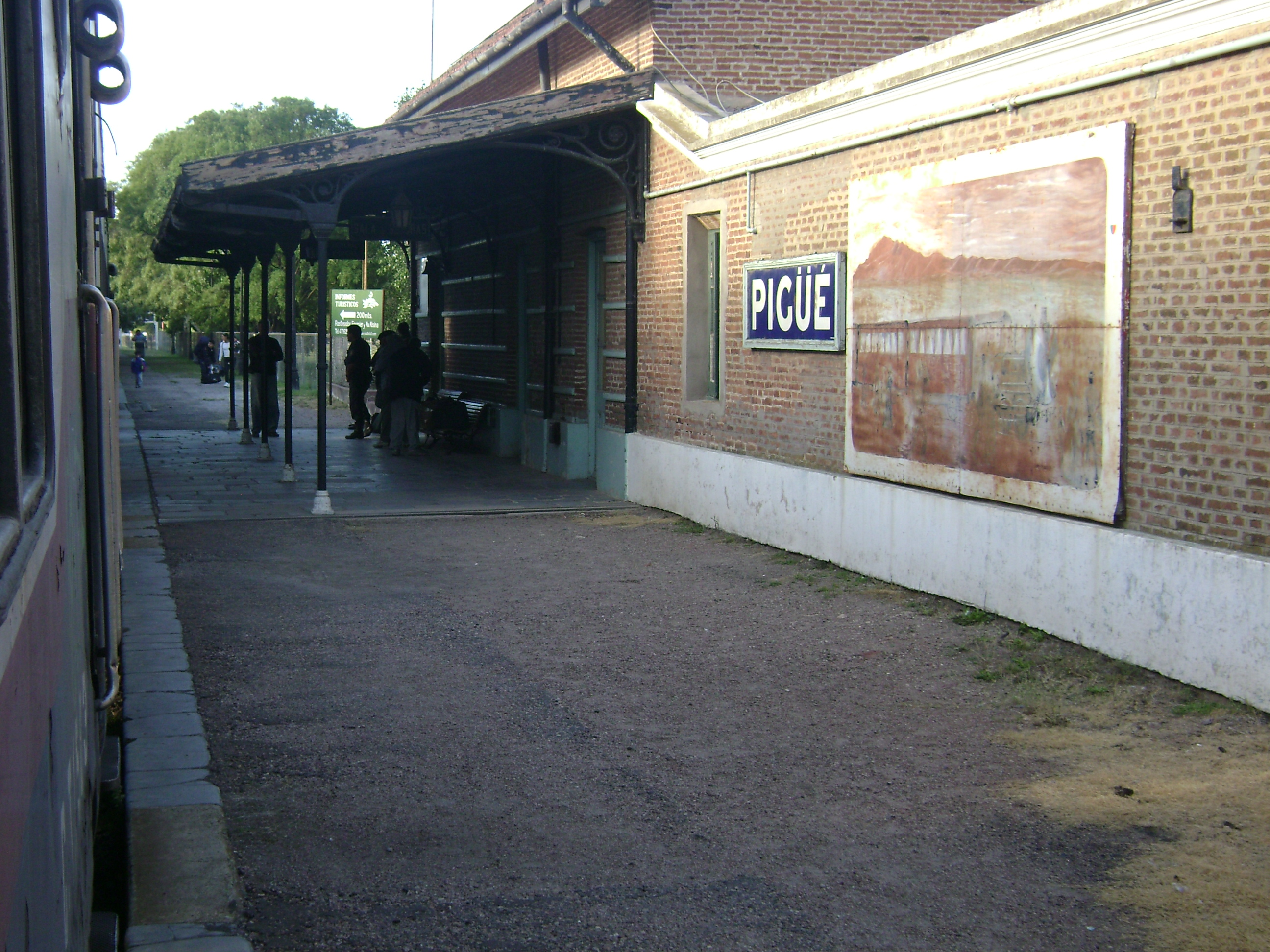
Pigüé
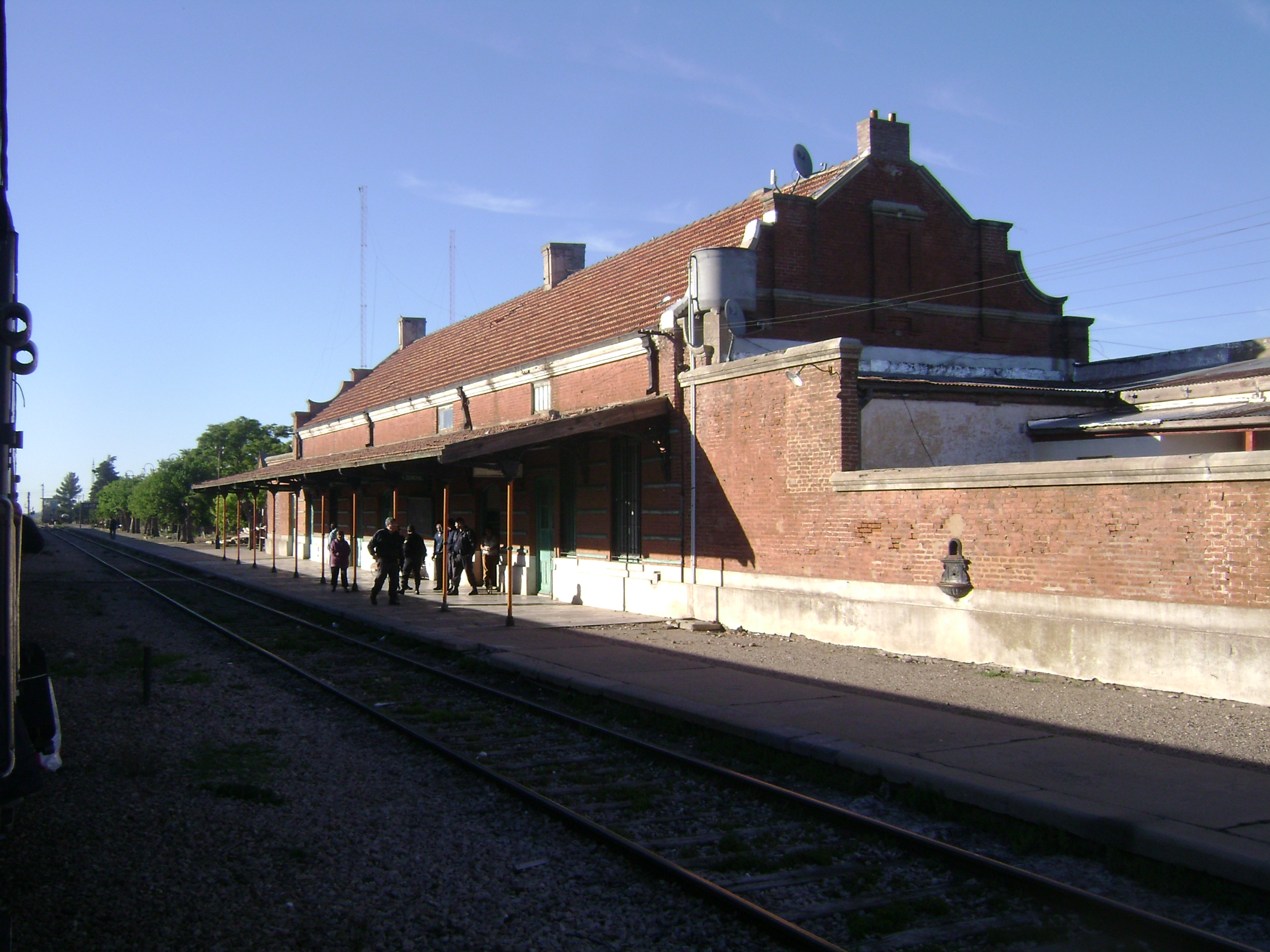
Saavedra
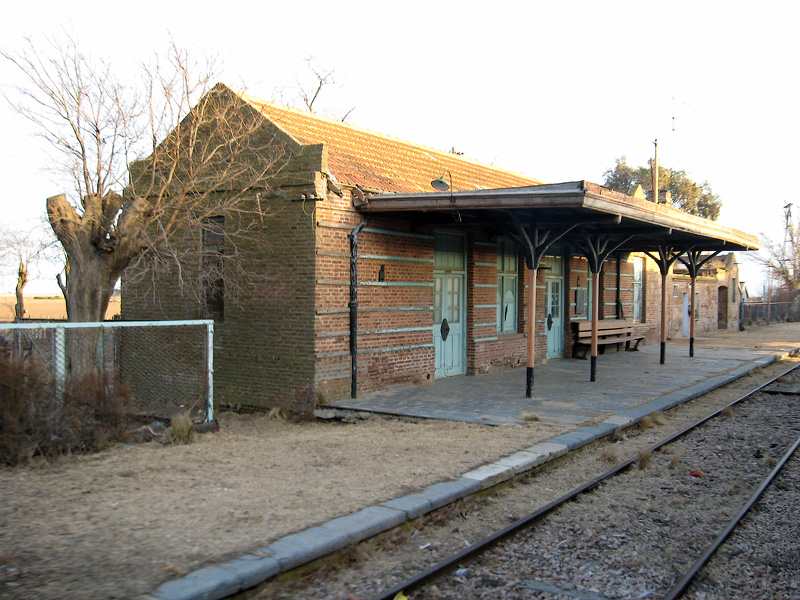
Dufaur
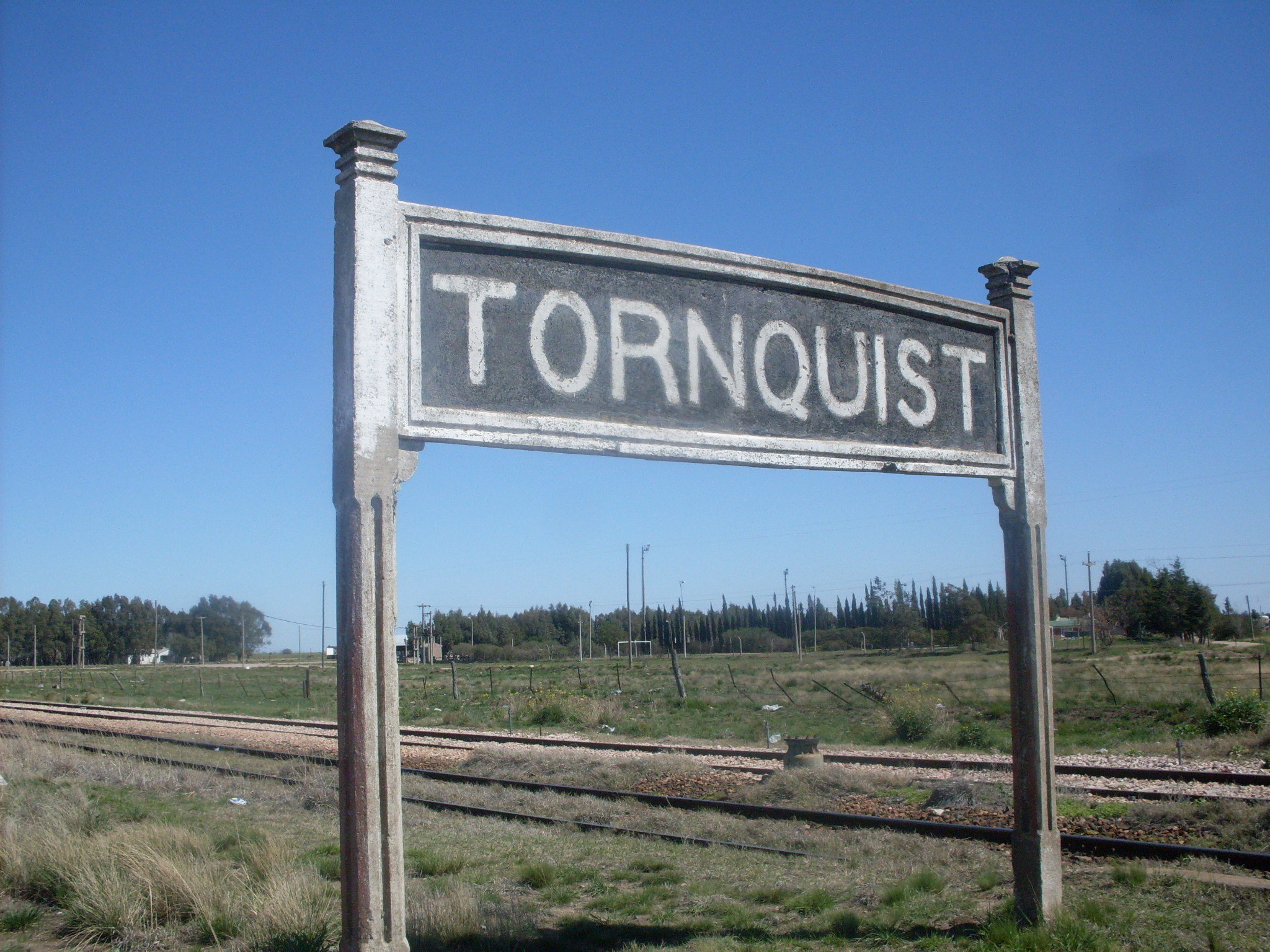
Tornquist
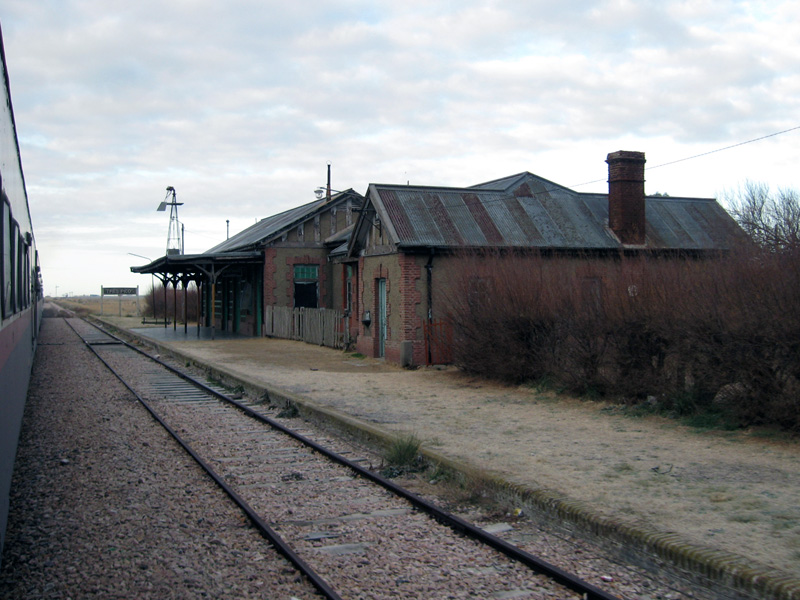
Tres Picos
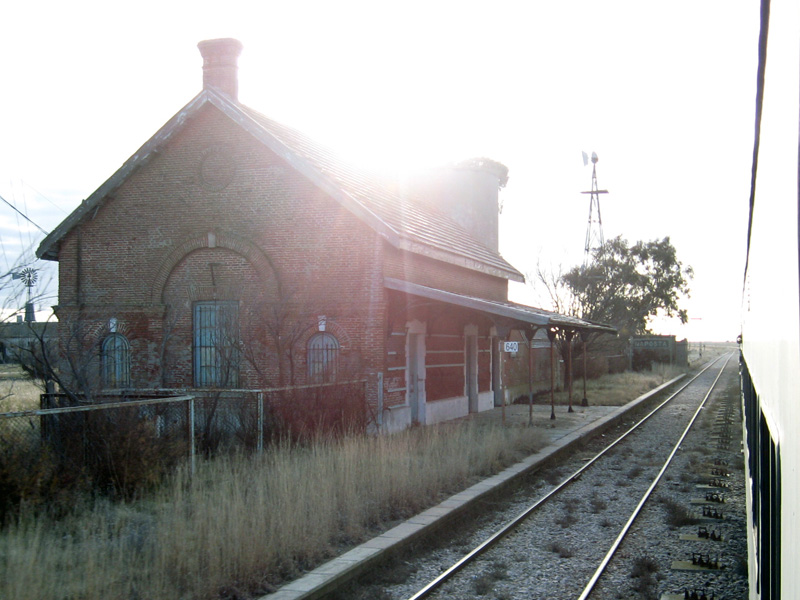
Napostá
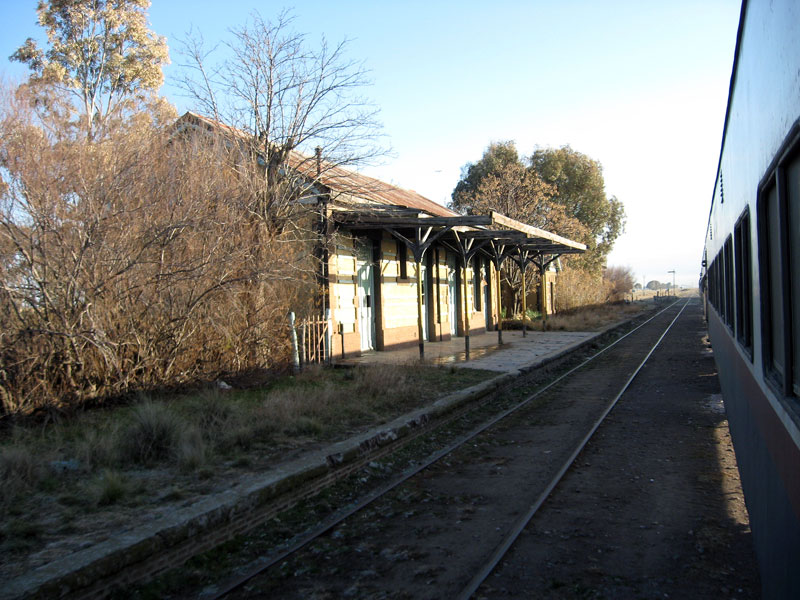
La Vitícola
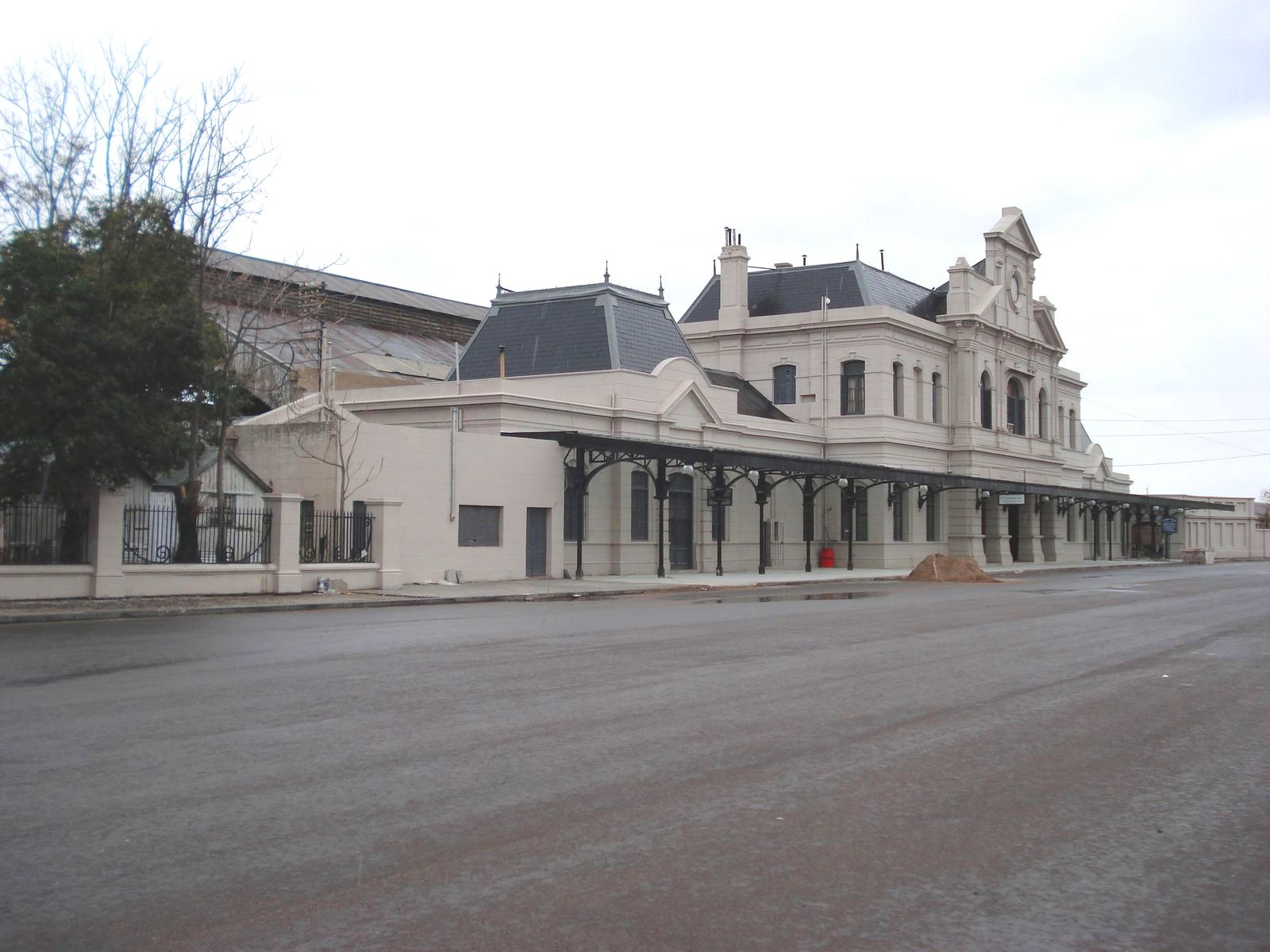
Bahía Blanca